# Hans Bongartz
Hannes Bongartz dit Hans Bongartz est un footballeur et entraîneur allemand, né le 3 octobre 1951 à Bonn.

## Biographie
En tant que milieu, il fut international allemand à 4 reprises (1976-1977) pour aucun but.
Il participa à l'Euro 1976. Il ne joue pas contre la Yougoslavie, et est remplaçant en finale, contre la Tchécoslovaquie. Il remplace à la 80e minute de Erich Beer. Après le deux buts partout, les deux équipes doivent se départager aux tirs au but. Il réussit le sien, le troisième, mais l'Allemagne est battue car Uli Hoeness ne réussit pas son tir au but.
Il joua dans quatre clubs allemands (Bonner SC, SG Wattenscheid 09, FC Schalke 04 et 1.FC Kaiserslautern). Il fut vice-champion de D1 avec Schalke 04 et finaliste de la coupe d'Allemagne en 1981 avec Kaiserslautern.
Il fut entraîneur de différents clubs, dont le FC Zurich, MSV Duisbourg, mais il ne remporta aucun titre.

## Clubs

### En tant que joueur
- 1969-1971 :  Bonner SC
- 1971-1974 :  SG Wattenscheid 09
- 1974-1978 :  FC Schalke 04
- 1978-1984 :  1.FC Kaiserslautern

### En tant qu'entraîneur
- 1985-1987 :  1.FC Kaiserslautern
- 1988-1989 :  FC Zurich
- 1990-1994 :  SG Wattenscheid 09
- 1994-1996 :  MSV Duisbourg
- 1996-1997 :  Borussia Mönchengladbach
- 1998-2004 :  SG Wattenscheid 09
- 2006 :  Sportfreunde Siegen
- 2006-2008 :  Skoda Xanthi (préparateur physique)

## Palmarès
- Championnat d'Allemagne de football
  - Vice-champion en 1977
- Coupe d'Allemagne de football
  - Finaliste en 1981
- Championnat d'Europe de football
  - Finaliste en 1976